# Кімляй
Кімля́й (рос. Кимляй, ерз. Кимляй) — присілок у складі Ковилкінського району Мордовії, Росія. Входить до складу Ізосимовського сільського поселення.
Населення — 21 особа (2010; 39 у 2002).
Національний склад станом на 2002 рік:
- росіяни — 82 %